# Epierus alberti
Epierus alberti är en skalbaggsart som beskrevs av Sylvain Auguste de Marseul 1861. Epierus alberti ingår i släktet Epierus och familjen stumpbaggar. Inga underarter finns listade i Catalogue of Life.